# Persone di nome Pietro/Calciatori
| Questa pagina contiene informazioni ricavate automaticamente dalle voci biografiche con l'ausilio del template Bio e di un bot. L'aggiornamento è periodico e automatico e ricostruisce completamente la pagina. Se manca una persona in questa lista, sei pregato di non aggiungerla, ma accertati piuttosto che la sua voce biografica contenga il template Bio e che i dati anagrafici siano correttamente compilati. Se il template Bio manca, inseriscilo tu stesso o, in alternativa, metti l'avviso {{tmp\|Bio}} che ne segnala la mancanza. Se i dati riportati sono sbagliati, correggi direttamente la voce biografica; le modifiche saranno visibili in questa lista entro pochi giorni. Per chiarimenti vedi il progetto antroponimi. La lista contiene solo le 131 persone che sono citate nell'enciclopedia e per le quali è stato implementato correttamente il template Bio. Pagina aggiornata al 22 lug 2025. |

Questa è una lista di persone presenti nell'enciclopedia che hanno il nome Pietro e sono calciatori.

## A(5)
- Pietro Acquarone, calciatore italiano (Arma di Taggia, n. 1917 - Sanremo, † 1993)
- Pietro Adorni, calciatore italiano (Fidenza, n. 1938 - Fidenza, † 2002)
- Pietro Amici, calciatore sammarinese (Città di San Marino, n. 2004)
- Pietro Anastasi, calciatore italiano (Catania, n. 1948 - Varese, † 2020)
- Pietro Assennato, ex calciatore italiano (Palermo, n. 1972)

## B(20)
- Pietro Baisi, ex calciatore italiano (Serramazzoni, n. 1945)
- Pietro Balestreri, calciatore italiano (Cremona, n. 1905)
- Pietro Barbieri, calciatore italiano (Milano, n. 1901 - Milano, † 1954)
- Pietro Bazan, calciatore e allenatore di calcio italiano (Palermo, n. 1915 - Palermo, † 1974)
- Pietro Bellomo, calciatore italiano (Bari, n. 1910 - Bari, † 1999)
- Pietro Benedetti, calciatore italiano (Roma, n. 1926 - Roma, † 2022)
- Pietro Beruatto, calciatore italiano (Trieste, n. 1998)
- Pietro Bettoli, calciatore italiano (Savarna, n. 1925 - Comacchio, † 2003)
- Pietro Biagini, ex calciatore italiano (Viareggio, n. 1952)
- Pietro Biagioli, calciatore e allenatore di calcio italiano (Campi Bisenzio, n. 1929 - Firenze, † 2017)
- Pietro Bianchi, calciatore italiano (Milano, n. 1894)
- Pietro Bianchi, calciatore e allenatore di calcio italiano (Bergamo, n. 1897)
- Pietro Bonelli, calciatore italiano
- Pietro Bonetti, calciatore italiano (Brescia, n. 1922 - Arenzano, † 2012)
- Pietro Bonfiglio, calciatore italiano (Milano, n. 1907)
- Pietro Bonzio, calciatore italiano (Verolanuova, n. 1894 - Milano, † 1954)
- Pietro Braga, calciatore italiano (Martignana di Po, n. 1898 - Casalmaggiore, † 1970)
- Pietro Brandani, calciatore italiano (Roma, n. 1914)
- Pietro Bresciani, calciatore italiano (Reggio Emilia, n. 1910 - Milano, † 1963)
- Pietro Buscaglia, calciatore italiano (Torino, n. 1911 - Vigevano, † 1997)

## C(13)
- Pietro Calzolari, calciatore sammarinese (n. 1991)
- Pietro Camisaschi, calciatore italiano (Milano, n. 1910)
- Pietro Camozzi, calciatore e allenatore di calcio italiano (Milano, n. 1940 - Corinaldo, † 2017)
- Pietro Cappellino, calciatore italiano (Torino, n. 1934 - † 2019)
- Pietro Capra, calciatore italiano (Lodi, n. 1911)
- Pietro Carmignani, ex calciatore e allenatore di calcio italiano (Altopascio, n. 1945)
- Pietro Carozzi, calciatore italiano (Milano, n. 1900)
- Pietro Carta, calciatore italiano (Bosa, n. 1918 - † 2001)
- Pietro Ceccaroni, calciatore italiano (Sarzana, n. 1995)
- Pietro Cesari, calciatore italiano (Lodi Vecchio, n. 1924 - Lodi Vecchio, † 2023)
- Pietro Chiappin, ex calciatore italiano (Buenos Aires, n. 1930)
- Pietro Cignaghi, calciatore italiano (n. 1867 - † 1914)
- Pietro Comuzzo, calciatore italiano (San Daniele del Friuli, n. 2005)

## D(9)
- Pietro D'Este, calciatore italiano
- Pietro Dalio, calciatore italiano (Gozzano, n. 1931 - Gozzano, † 2007)
- Pietro Dalle Vedove, calciatore italiano (Cremona, n. 1903 - Cremona, † 1956)
- Pietro De Santis, calciatore italiano (Lecce, n. 1927 - Lecce, † 2009)
- Pietro De Sensi, ex calciatore italiano (Nicastro, n. 1966)
- Pietro Degano, calciatore italiano (Lissa, n. 1919 - Pasian di Prato, † 1978)
- Pietro Del Buono, calciatore italiano (Bientina, n. 1911 - Pisa, † 2001)
- Pietro Dentella, calciatore italiano (Bergamo, n. 1920)
- Pietro Di Nardo, ex calciatore svizzero (Bienne, n. 1990)

## F(9)
- Pietro Ferrari, calciatore italiano (Reggio Emilia, n. 1914 - † 1982)
- Pietro Ferrari, calciatore italiano (Codevilla, n. 1906)
- Pietro Ferraris, calciatore italiano (Vercelli, n. 1912 - Vercelli, † 1991)
- Pietro Alfredo Ferraris, calciatore italiano (Casale Monferrato, n. 1899 - Casale Monferrato, † 1948)
- Pietro Ferraro, calciatore italiano (Sali Vercellese, n. 1892 - Vercelli, † 1933)
- Mario Ferrero, calciatore italiano (Torino, n. 1903 - Torino, † 1964)
- Pietro Fioravanti, ex calciatore italiano (Cesena, n. 1946)
- Pietro Fiore, calciatore italiano (Mira, n. 1919)
- Pietro Fontana, calciatore e allenatore di calcio italiano (Canistro, n. 1944 - Arezzo, † 2020)

## G(6)
- Pietro Galli, calciatore italiano
- Pietro Genovesi, calciatore e allenatore di calcio italiano (Bologna, n. 1902 - Bologna, † 1980)
- Pietro Gerace, calciatore italiano (Asmara, n. 1903 - Padova, † 1973)
- Pietro Ghetti, ex calciatore italiano (Molinella, n. 1951)
- Pietro Giuriati, calciatore italiano (Voghera, n. 1901)
- Pietro Grosso, calciatore italiano (Roncade, n. 1923 - Roncade, † 1957)

## I(1)
- Pietro Iemmello, calciatore italiano (Catanzaro, n. 1992)

## L(4)
- Pietro Lana, calciatore italiano (Milano, n. 1889 - Milano, † 1950)
- Pietro Landi, calciatore italiano (Cetara, n. 1926 - † 2007)
- Pietro Lavè, calciatore italiano (Novara, n. 1905)
- Pietro Lorenzini, calciatore italiano (Monza, n. 1907 - Monza, † 1993)

## M(9)
- Pietro Maestroni, calciatore italiano (Casalpusterlengo, n. 1911 - † 1988)
- Pietro Magni, calciatore e allenatore di calcio italiano (Bobbiate, n. 1919 - Bobbiate, † 1992)
- Pietro Manzoni, ex calciatore italiano (Oggiono, n. 1938)
- Pietro Marsetti, ex calciatore ecuadoriano (Mérida, n. 1964)
- Pietro Martino, calciatore italiano (Modena, n. 1997)
- Pietro Michesi, ex calciatore italiano (Roma, n. 1950)
- Pietro Miglio, calciatore italiano (Trinità, n. 1910 - Torino, † 1992)
- Pietro Miniussi, ex calciatore italiano (Buie, n. 1926)
- Pietro Mosca, calciatore italiano (Torino, n. 1922)

## N(1)
- Pietro Negri, calciatore italiano

## O(3)
- Pietro Oldani, calciatore italiano (Inveruno, n. 1929 - Busto Arsizio, † 2012)
- Pietro Ongarelli, calciatore italiano (Alessandria, n. 1898)
- Pietro Osenga, calciatore italiano

## P(17)
- Pietro Palmieri, calciatore italiano (Monte San Pietro, n. 1895 - Bologna)
- Pietro Parente, ex calciatore italiano (Barletta, n. 1971)
- Piero Pasinati, calciatore e allenatore di calcio italiano (Trieste, n. 1910 - Trieste, † 2000)
- Piero Pastore, calciatore, allenatore di calcio e attore cinematografico italiano (Padova, n. 1903 - Roma, † 1968)
- Pietro Pastorino, calciatore e allenatore di calcio italiano (Genova, n. 1913)
- Pietro Pella, calciatore italiano (n. 1894 - San Francisco, † 1950)
- Pietro Pellegri, calciatore italiano (Genova, n. 2001)
- Pietro Perdichizzi, calciatore belga (Charleroi, n. 1992)
- Pietro Perina, calciatore italiano (Andria, n. 1992)
- Pietro Perotti, calciatore italiano (Vercelli, n. 1913)
- Piero Pilati, calciatore italiano (Bologna, n. 1903 - Castelfranco Emilia, † 1970)
- Pietro Pittofrati, ex calciatore italiano (Pra', n. 1945)
- Pietro Poccardi, calciatore italiano (Torino, n. 1908 - Torino, † 1951)
- Pietro Podestà, ex calciatore italiano (Genova, n. 1928)
- Pietro Povero, calciatore italiano (Vercelli, n. 1899 - Asti, † 1967)
- Pietro Princlari, calciatore italiano
- Pietro Puzone, ex calciatore italiano (Acerra, n. 1963)

## R(9)
- Pietro Rava, calciatore e allenatore di calcio italiano (Cassine, n. 1916 - Torino, † 2006)
- Pietro Ravelli, calciatore italiano
- Pietro Ravetti, calciatore italiano (Balzola, n. 1895 - Casale Monferrato, † 1981)
- Pietro Rebuzzi, calciatore italiano (Bordighera, n. 1918 - Curno, † 2000)
- Pietro Repetto, calciatore italiano
- Piero Ricci, calciatore italiano (Vigevano, n. 1923 - Vigevano, † 1982)
- Pietro Righi, calciatore italiano (Modena, n. 1913 - Bologna, † 1962)
- Pietro Rossi, calciatore italiano
- Pierino Rovida, calciatore italiano (Roma, n. 1898 - Roma, † 1968)

## S(11)
- Pietro Sabatini, calciatore italiano (San Miniato, n. 1947 - Novi Ligure, † 2024)
- Pietro Sacchi, calciatore italiano (Vicenza, n. 1892 - † 1918)
- Pietro Salussoglia, calciatore italiano (Biella, n. 1908)
- Pietro Salvador, ex calciatore italiano (Ronchi dei Legionari, n. 1929)
- Pietro Sbalzarini, calciatore italiano (Cremona, n. 1905)
- Pietro Serantoni, calciatore e allenatore di calcio italiano (Venezia, n. 1906 - Roma, † 1964)
- Pietro Sforzin, calciatore italiano (Ceggia, n. 1919 - Padova, † 1986)
- Pietro Sibella, calciatore italiano (Valsecca, n. 1918 - Milano, † 1996)
- Pierino Sodano, calciatore italiano (Gattinara, n. 1893 - Gattinara, † 1968)
- Pietro Sotgiu, calciatore italiano (Calangianus, n. 1921 - Genova, † 2009)
- Pietro Svageli, calciatore e allenatore di calcio italiano (Trieste, n. 1911 - † 1985)

## T(5)
- Pietro Tabor, calciatore italiano (Torino, n. 1919 - Genova, † 1944)
- Pietro Taverna, calciatore italiano (Pontecurone, n. 1906 - Pontecurone, † 1971)
- Pietro Terracciano, calciatore italiano (San Felice a Cancello, n. 1990)
- Pietro Giovanni Toja, calciatore italiano (Sacconago, n. 1912)
- Pietro Torrini, calciatore italiano (Sesto Fiorentino, n. 1930 - Pavia, † 1956)

## V(5)
- Pietro Valenzano, ex calciatore italiano (Sesto San Giovanni, n. 1940)
- Pietro Varetto, calciatore e arbitro di calcio italiano
- Pietro Varona, calciatore italiano (Valenza, n. 1920)
- Pietro Vierchowod, ex calciatore e allenatore di calcio italiano (Calcinate, n. 1959)
- Pietro Visconti, calciatore italiano (Fiorenzuola d'Arda, n. 1989)

## Z(4)
- Pietro Zammuto, ex calciatore italiano (Torino, n. 1986)
- Pietro Zappelli, calciatore italiano (Viareggio, n. 1911 - Viareggio, † 1975)
- Giovanni Zini, calciatore italiano (Paderno Cremonese, n. 1894 - Cividale del Friuli, † 1915)
- Pietro Zucchinetti, calciatore italiano (Genova, n. 1887 - Genova, † 1965)